# 千歳くんはラムネ瓶のなか
『千歳くんはラムネ瓶のなか』（ちとせくんはラムネびんのなか）は、裕夢による日本のライトノベル。イラストはraemz。ガガガ文庫 (小学館) より2019年6月から刊行されている。略称は「チラムネ」。「第13回小学館ライトノベル大賞」の優秀賞受賞作であり、改題前のタイトルは『ラムネの瓶に沈んだビー玉の月』。
「ラノベ好き書店員大賞2020」文庫部門で2位を獲得。「このライトノベルがすごい！」文庫部門では2021年版から2年連続1位、2023年版で2位を獲得して殿堂入りを果たした。2021年2月時点でシリーズ累計部数は28万部を突破している。 
メディアミックスとして、コミカライズ作品がボブキャの作画で2020年4月11日より『マンガUP!』にて連載されているほか、同年4月17日にドラマCDがリリースされたり、同年4月20日より順にオーディオブック化されデータ販売されている。また、テレビアニメが2025年10月から放送予定。

## あらすじ

### 1巻
福井県の進学校「藤志（ふじ）高校」に通う高校2年生の千歳朔は、スクールカーストトップに君臨するリア充。天然姫オーラの同じくリア充である少女、柊夕湖を始めとした通称「チーム千歳」と言われるメンバーと日々、青春を謳歌していた。
ある日、担任である岩波蔵之介から、ひきこもりになっているクラスメイト、山崎健太の更生を頼まれた千歳。チーム千歳のメンバーたちと協力しながら心を通わせ、山崎健太を非リアから脱却させていく手ほどきをしていくことになる。

### 2 - 4巻
千歳は、クラスメイトで夕湖と人気を二分するリア充少女、七瀬悠月から突然「彼氏になってくれませんか」と持ちかけられる。しかし、告白の理由を聞いていくと、彼女がストーカーに狙われているかもしれないということに行き着く。千歳は、悠月が抱えている問題を解決するために疑似恋愛状態になって、ストーカーや嫌がらせを解決していく。
その後も、本好きの不思議な先輩、西野明日風、バスケ部所属の陽気なスポーツリア充少女、青海陽といった少女たちの抱える悩みや課題を解決し、また千歳自身も1年の夏に退部していた野球部との間に抱えていた自分の気持ちと向き合っていくことになる。

### 5 - 6巻
夏休み。夏のフェニックス花火や藤志高校恒例、夏の勉強合宿といったイベントで青春を謳歌していく千歳と5人の少女たち。しかし、合宿最終日に柊夕湖がとった行動からチーム千歳の関係に変化が起きる。
チーム千歳メンバーそれぞれが行動していく中、努力型の後天的リア充少女、内田優空は、ひとり関係改善のために奔走する。
6.5巻
他の巻にはない、ヒロイン達の日常を描き、千歳の心情が描かれない、つかの間の物語。
7巻
夏を終え、関係性が変化しつつも、チーム千歳は新しいスタートを切った。次に迎える文化祭に向けて動いていく中、一人の後輩、望紅葉が関わり始め、物語は後半へと向かう。

## 登場人物
担当声優は、ドラマCD・オーディオブック版 / テレビアニメの順に表記。特に記載がなければ、ドラマCD・オーディオブック版での配役。
千歳朔（ちとせ さく）
声 - 馬場惇平 / 坂田将吾
本作の主人公。陰では「ヤリチン糞野郎」と叩かれながらもスクールカーストの頂点に君臨するリア充。元野球部。
イケメンで頭が良く、運動神経も抜群で、野球をしていた頃は才能、努力に優れていた。普段、他の人物と接している時は飄々としている事が多く、友人等の限られた人物でも心の内を語らない事もある。しかし、自分が傷つくリスクも厭わず、相手に向き合う不器用な性格や、物事に必死に取り組む一生懸命な熱い思いも兼ね備えており、それを知っているヒロイン達からは好意と信頼を深く寄せられている。ただし、ヒロイン達からのアプローチに対しては思いを知りながらも、はぐらかす等の行動を見せたり、向き合うことをためらう様子がある。
作者はルパン三世や冴羽獠のような普段はちゃらけた三枚目なのに決める時はカッコいい主人公や自分の美学をもったハードボイルドな男が好きであると述べており、それらの好みが複合したのが千歳朔の原型であるとのこと。
『このライトノベルがすごい！』男性キャラクター部門では2021年版で4位、2022年版・2023年版で共に2位、2024年版で8位を獲得している。
山崎健太（やまざき けんた）
声 - 宮田幸季
とある事情から不登校になっていた非リア充。朔にリア充になるための手ほどきを受けることになる。登校を再開するようになってからはチーム千歳と行動を共にするようになり、チーム内の男子メンバーである海人や和希とも親交を深めていく。物語の前半では、元々の控えめな性格が影響し、チーム内の雰囲気に慣れない様子もあったが、中盤以降、自身の本音を率直に話す場面もあり、精神面で成長した姿を見せる。
柊夕湖（ひいらぎ ゆうこ）
声 - 阿澄佳奈 / 石見舞菜香
姫オーラのリア充系美少女。周りからは朔の正妻と思われている。テニス部所属。彼への好意を隠すことなくアプローチをしている。「かーしこまりー」「むっかちーん」などの独特の言葉を使う一面もある。スタイルは良く、関わる相手に裏表なく正直に優しく接する。その姿に好きになる男子は多く、学年でトップクラスの可愛さを誇り、人気はダントツ。女子にも平等に接し、男女双方から支持される。その性格は幼い頃から備わり、自身を美化する周囲の姿に本心は悲観している様子があり、自身に本気で対等に接してくれる相手を望んでいた。
内田優空（うちだ ゆあ）
声 - 上田麗奈 / 羊宮妃那
努力型の後天的リア充少女。リア充グループではツッコミ役。吹奏楽部所属。1年生のときは目立たない方だったが、身だしなみに気を使うなどしてリア充グループと行動を共にしている。現在はコンタクトだが、前は眼鏡を掛けていた。見た目は夕湖や悠月に比べ目立たないことがあるが、ルックスの良さでは引けをとらない。家事全般をこなすことが出来、特に料理の腕前は相当なものであり、器用に物事をこなす悠月からも嫉妬の念を抱かれるほど。普段はあまり前に出ず、朔の隣にいることが多いが、とても優しい性格であり、夕湖も懐いている。
青海陽（あおみ はる）
声 -  赤﨑千夏 / 大久保瑠美
陽気なスポーツリア充少女。女子バスケット部所属で部長を務めている。小柄な体格をしているが運動神経は抜群で、かなりの大食漢でもある。悠月とのコンビは「ナナウミ」と呼ばれており、他の高校にも名が知られている。優空と同様、見た目への言及はあまりないが、朔がドキッするほどの可愛さや色気を持ち、特に、髪を下ろした状態は普段とのギャップがある。
『このライトノベルがすごい！』女性キャラクター部門では2022年版で8位を獲得。
七瀬悠月（ななせ ゆづき）
声 - 天海由梨奈 / 長谷川育美
夕湖と人気を二分する女優タイプの万能型リア充系美少女。女子バスケット部所属。同じバスケ部の青海陽とは「ナナ」「ウミ」と呼び合うコンビ。外見の可愛さや美しさはズバ抜けており、スタイルも良く、学年人気では夕湖と必ず名前が挙がる。性格は優しく、クールであり、自分が相手からどう観られているかを理解している。朔とはクラスが一緒になる1年前までは関わりは少なく、自分と同じタイプの相手だと思っていた模様。クラスが一緒になり、自身が抱え持つ過去の一件やストーカー問題に朔が身を呈して、関わってくれた事で好意を本気で抱くようになる。
『このライトノベルがすごい！』女性キャラクター部門では2022年版で9位、2023年版で7位を獲得。
西野明日風（にしの あすか）
声 - 奥野香耶 / 安済知佳
本好きの不思議な先輩。千歳が通学路にしている河川敷で本を読んでいることが多い。千歳にとっては憧れの先輩でもあり、他のクラスメイトには見せない一面を見せているが、本人は普通の人だと評している。その美しさと中性さを併せ持つ外見は他のヒロイン達をも圧倒する程。常に自然体であり、朔との会話では詩的な表現も綴られる。彼との旅行や幼い頃の「本当」の意味での再会によって、好意を寄せていく。
浅野海人（あさの かいと）
声 - 木村隼人
体育会系リア充。陽曰く、気になる女子みんなにアピールしているが一つも実っていないらしい。男子バスケット部所属。男友達の千歳や水篠とは仲が良く、3人で一緒にいることもある。根は熱く、相手の事を考える事ができる優しさを持つ。
水篠和希（みずしの かずき）
声 - 西山宏太朗
サッカー部所属のイケメンリア充。描写場面は他のキャラに比べて少なく、普段からクールな場面があり心情を露わにすることもあまりない。だが、他の人物をよく観ており、停滞したヒロイン達との関係に一歩踏み出せない千歳に対し、冷静に一言を言う場面がある。
岩波蔵之介（いわなみ くらのすけ）
声 - 酒巻光宏
朔たちのクラス担任であるが、面倒ごとは朔に丸投げするほどの適当・放任主義である。本気で生徒に関わる一面もあり、生徒達からの好感はある模様。
上村亜十夢（うえむら あとむ）
声 - 木村隼人
同級生。見た目は派手で、健太をからかうなどの場面もあったが、朔達との関わりによって過去に野球をしていたことが判明。朔と一緒に本気で練習をしてくれたりと面倒見もある、ツンデレタイプ。
綾瀬なずな（あやせ なずな）
声 -  赤﨑千夏
同級生。亜十夢と一緒にいることがある。ギャル的な服装で、朔曰く、普通に可愛いタイプの子。チャラい男子が好きらしいが、性格は意外としっかり。過去にバスケをしていて、七瀬と関わりがあった模様。　
東堂舞（とうどう まい）
声 - 吉岡茉祐
朔達が通う高校とは別の高校に所属するバスケ部の人物。陽や悠月が挑んでも勝てない程の強さを誇る。　　
望紅葉（のぞみ くれは）
後輩。陸上部に所属しており、スポーツや料理など、何でもこなすことが出来る美少女。謙虚さを持ち、当初からチーム千歳のメンバーと上手く関わっていたが、後半にて隠していた本性を表し、全てが朔に関わるための行動だったことが判明する。

## 作風・特徴
著者は自身の描きたい青春ラブコメとズレが生じてしまったり、恋愛関係に発展するために時間を使わなければならない点を懸念し、ライトノベルにおける「ぼっち系」や「オタク系」の主人公にすることを避けている。また、著者は「美少女ゲームのプロローグや共通ルートを飛ばしていきなりヒロインの個別ルートが見たい」という思いから主人公を「リア充」にすれば余計な設定が不要で恋愛状態にすぐ移行できると考え、リア充主人公が誕生している。ライトノベルにおいて本作のように「主人公がリア充」という設定の作品は希少である。
著者によれば本作は一般的なライトノベル作品と比較すると地の文が多く、情景描写や比喩も多用しており、これらについてはこだわっている点でもあるとしている。
本作における「ラムネ瓶のなかのビー玉」のメタファーについて著者は「手に入りそうな場所にある綺麗なもので、みんなが欲しがるけど、手に入れてみたらちっぽけなものに感じるかもしれない存在。このような存在として『ラムネ瓶のなかのビー玉』を表現している」と述べている。

## 制作背景
著者は小説家になりたいという思いを持ちつつも仕事の忙しさから書くことができず、現状を打破するために仕事を辞めて小説を1本書き上げ、とある新人賞に応募したものの落選した。その後、他のライトノベルに自身の読みたいラブコメ作品がなかったことが発端となり、本作の執筆を決意した。
著者は物語の発想について、「ど真ん中王道のラブコメ」「本当に『青春している』というただそれだけの物語」を書きたかったという思いから生まれたと述べている。そのため「小学館ライトノベル大賞」優秀賞を受賞した際の「設定が斬新」という評価はピンと来なかったという。

## 反響・評価
第13回小学館ライトノベル大賞にて優秀賞を受賞。ゲスト審査員を務めた浅井ラボは本作を以下のように評している。
著者によれば『このライトノベルがすごい！』で1位を獲得してから本作の舞台となった福井県在住のコアなファンが増えており、具体的には福井雑学を織り込んだマニアックな聖地巡礼マップを作成するファンや、手作りの聖地巡礼ノートを作成し、地元の店舗に交渉して設置したファンもいたという。さらに、メディアでは福井新聞社や福井テレビ、ラジオ日本から取材を受けるようになったことを明かしている。

## 既刊一覧

### 小説
- 裕夢（著）・raemz（イラスト）、小学館〈ガガガ文庫〉、既刊11巻（2025年8月20日現在）
  - 『千歳くんはラムネ瓶のなか』 2019年6月23日初版第1刷発行（6月18日発売[30]）、ISBN 978-4-09-451796-5
  - 『千歳くんはラムネ瓶のなか 2』 2019年10月23日初版第1刷発行（10月18日発売[31]）、ISBN 978-4-09-451816-0
  - 『千歳くんはラムネ瓶のなか 3』 2020年4月22日初版第1刷発行（4月17日発売[32]）、ISBN 978-4-09-451841-2
  - 『千歳くんはラムネ瓶のなか 4』 2020年9月23日初版第1刷発行（9月18日発売[33]）、ISBN 978-4-09-451866-5
  - 『千歳くんはラムネ瓶のなか 5』 2021年4月25日初版第1刷発行（4月20日発売[34][35]）、ISBN 978-4-09-451866-5 / ISBN 978-4-09-453005-6（SS冊子付き特装版）
  - 『千歳くんはラムネ瓶のなか 6』 2021年8月24日初版第1刷発行（8月19日発売[36]）、ISBN 978-4-09-453022-3
  - 『千歳くんはラムネ瓶のなか 6.5』 2022年3月23日初版第1刷発行（3月18日発売[37]）、ISBN 978-4-09-453060-5
  - 『千歳くんはラムネ瓶のなか 7』 2022年8月23日初版第1刷発行（8月18日発売[38]）、ISBN 978-4-09-453085-8
  - 『千歳くんはラムネ瓶のなか 8』 2023年6月20日発売[39][40]、ISBN 978-4-09-453126-8 / ISBN 978-4-09-453132-9（ラフイラスト集付き特装版）
  - 『千歳くんはラムネ瓶のなか 9』 2024年8月20日発売[41]、ISBN 978-4-09-453203-6
  - 『千歳くんはラムネ瓶のなか Days of Endless Summer』 2025年8月20日発売[42]、ISBN 978-4-09-453257-9

### 漫画
- 裕夢（原作）・raemz（キャラクター原案）・ボブキャ（漫画） 『千歳くんはラムネ瓶のなか』 スクウェア・エニックス〈ガンガンコミックス UP!〉、全8巻
  1. 2020年9月18日発売[43]、ISBN 978-4-7575-6849-5
  2. 2021年2月5日発売[44]、ISBN 978-4-7575-7078-8
  3. 2021年8月19日発売[45]、ISBN 978-4-7575-7427-4
  4. 2022年3月18日発売[46]、ISBN 978-4-7575-7788-6
  5. 2022年11月7日発売[47]、ISBN 978-4-7575-8233-0
  6. 2023年7月6日発売[48]、ISBN 978-4-7575-8642-0
  7. 2024年8月19日発売[49]、ISBN 978-4-7575-9334-3
  8. 2025年3月7日発売[50]、ISBN 978-4-7575-9714-3

## テレビアニメ
2024年8月にテレビアニメ化が発表された。2025年10月より放送予定。

### スタッフ
- 原作 - 裕夢[18]
- キャラクター原案 - raemz[18]
- 監督 - 德野雄士[18]
- シリーズ構成 - 荒川稔久[18]
- 脚本 - 裕夢、荒川稔久[18]
- キャラクターデザイン - 木野下澄江[18]
- アニメーション制作 - feel.[18]
- 製作 - チラムネ製作委員会[18]